# Thomas-Rotschenkelhörnchen
Das Thomas-Rotschenkelhörnchen (Funisciurus anerythrus) ist eine Hörnchenart aus der Gattung der Rotschenkelhörnchen (Funisciurus). Es kommt in Teilen West- und Zentralafrikas vor.

## Merkmale
Das Thomas-Rotschenkelhörnchen erreicht eine durchschnittliche Kopf-Rumpf-Länge von 16,7 bis 19,8 Zentimetern, der Schwanz ist 15,0 bis 17,0 Zentimeter lang. Das Gewicht beträgt etwa 190 bis 240 Gramm. Die Hinterfußlänge beträgt 42 bis 46 Millimeter, die Ohrlänge 15 bis 16 Millimeter. Es handelt sich um ein mittelgroßes Hörnchen mit einem braunen Rückenfell, das gräulich und beige durchsetzt ist. An den Körperseiten befindet sich ein einzelner blass-sandfarbener Seitenstreifen, der von den Schultern bis zum Rumpf reicht und unterseits braun begrenzt ist. Das Bauchfell besteht aus dicht stehenden Haaren und kann grau, weiß oder rot-orange gefärbt sein. Der Kopf entspricht in seiner Färbung dem Rücken, die Augen sind ober- und unterseits durch eine schmale sandfarbene Linie eingefasst und die Ohren sind klein. Die Vorder- und Hinterbeine sind blass sandfarben, die Zehen besitzen deutlich ausgeprägte Krallen. Der Schwanz erreicht etwa 85 % der Kopf-Rumpf-Länge. Er besitzt lange Haare und ist an der Basis rötlich gebändert, nach hinten schwarz und mit einer weißen Spitze ausgestattet. Unterseits betrachtet erscheint der Schwanz rötlich, von oben betrachtet dunkel mit weißer Frostung. In der Regel wird der Schwanz über dem Körper eingerollt, wenn sich die Tiere ausruhen, und senkrecht nach oben weisend mit nach hinten gerichteter Schwanzspitze, wenn sich die Tiere bewegen. Die Weibchen haben zwei paarige Zitzen (0+0+1+1=4). Der Chromosomensatz der Tiere besteht aus 2n = 38 Chromosomen (FN=62).
| 1 | · | 0 | · | 2 | · | 3 | = 22 |
| 1 | · | 0 | · | 1 | · | 3 | = 22 |

Der Schädel hat eine Gesamtlänge von 46,1 bis 49,0 Millimetern und eine Breite von etwa 25,7 bis 27,1 Millimetern. Wie alle Arten der Gattung besitzt die Art im Oberkiefer pro Hälfte einen zu einem Nagezahn ausgebildeten Schneidezahn (Incisivus), dem eine Zahnlücke (Diastema) folgt. Hierauf folgen zwei Prämolare und drei Molare. Die Zähne im Unterkiefer entsprechen denen im Oberkiefer, allerdings nur mit einem Prämolaren. Insgesamt verfügen die Tiere damit über ein Gebiss aus 22 Zähnen. Der knöcherne Gaumen endet am Vorderrand der letzten Molaren.
Das Thomas-Rotschenkelhörnchen ähnelt vor allem dem Feuerfußhörnchen (Funisciurus pyrropus), mit dem es teilweise sympatrisch vorkommt. Dieses ist etwas größer und hat eine längere Schnauze, die Beine sind hell bis blass rot und das Bauchfell ist weiß.

## Verbreitung
Das Thomas-Rotschenkelhörnchen kommt im Bereich der Westküste von Zentralafrika von den Hochlagen im Südwesten von Kamerun über Äquatorial-Guinea und Gabun bis in den Westen der Zentralafrikanischen Republik und der Republik Kongo vor. Aus der Region Brazzaville im Süden der Republik Kongo stammen ebenfalls Nachweise, während aus der Demokratischen Republik Kongo keine Nachweise vorliegen, ein Vorkommen in diesem Land ist jedoch möglich.

## Lebensweise
Das Thomas-Rotschenkelhörnchen lebt vor allem in ganzjährig oder saisonal überschwemmten Gebieten in Sümpfen, Galeriewäldern, Flusswäldern und auf Flussinseln. Dabei bevorzugt die Art Raphia-Sümpfe, in Terra-Firme-Waldgebieten in Gabun kommt sie dagegen nicht vor, auch wenn sich diese in direkter Flussnähe befinden. In Nigeria leben die Tiere vor allem in den unteren Bereichen der Sekundärwälder und dichten Gebüschen.
In ihren Habitaten kommen die Tiere in vergleichsweise dichten Beständen vor und leben häufig in Kleingruppen bis etwa sechs Individuen oder in Paaren, wobei die Tiere häufig gemeinsam unterwegs sind und dicht aufeinander folgen. Die Paare pflegen ein intensives Komfortverhalten, sie groomen einander und ruhen in engem Körperkontakt. Einzelheiten zur Sozialstruktur sind unbekannt, die beschriebenen Verhaltensweisen deuten jedoch auf eine monogame Paarbildung hin. Die Kommunikation erfolgt über verschiedene Rufe. Als Alarmrufe nutzen die Tiere einen wenig intensiven Ruf aus einzelnen oder wenigen „chucks“, als intensiven Alarmruf nutzen sie einen Ruf aus zwei bis vier rhythmischen Einzelrufen gefolgt von einem bis zwei langen hochfrequenten Pfiffen („dada-dada-dadaa ... dadaweeeeeeou“). Über weitere Entfernungen kann nur der lange Pfiff gehört werden. Bei dem wenig intensiven Alarmruf wird der Schwanz aus der aufrechten Position nach unten gegen den Rücken geschlagen und dann langsam wieder aufgerichtet, dabei stampfen die Tiere mit den Hinterfüßen und danach mit den Vorderfüßen.
Sie sind tagaktiv und leben als gute Kletterer im Geäst der Gebüsche und in niedrigen Bäumen und Ölpalmen. Die Nahrung suchen sie in der Regel am Boden und im Gebüsch und in Bäumen unterhalb von 13 Metern, im Durchschnitt in etwa 3,80 Metern Höhe. Die Nester bauen sie in der Regel als runde Blatt- und Zweignester mit einem Durchmesser von 20 bis 24 Zentimetern im dichteren Geäst der Büsche und Bäume, häufig im Geäst über Gewässern. Sie nutzen zudem Pflanzenfasern und Raphia-Blätter als Verstärkung und Hülle für die Nester. Die Tiere ernähren sich wie andere Arten der Gattung vorwiegend herbivor von Früchten und Samen, die etwa 77 % der Nahrung ausmachen, Insekten und anderen wirbellosen Tiere (ca. 20 %, vor allem Ameisen und Termiten) sowie grünen Pflanzenteilen und Pilzen. In Raphia-Beständen fressen die Tiere überwiegend das Pericarp der Früchte dieser Palmen, die sie in den oberen Bereichen der Palmen finden. Die Kommunikation der Tiere erfolgt über verschiedene Rufe, darunter ein vergleichsweise leiser Alarmruf aus einer Serie von „chucks“, die die Tiere allein oder gemeinsam ausstoßen. Hinzu kommt ein sehr lauter Alarmruf bestehend aus Einzelrufen verschiedener Frequenzen, die gemeinsam einen wobbelnden Ruf ergeben.
Die Weibchen gebären bei einem Wurf ein bis zwei Jungtiere, wobei in der Demokratischen Republik Kongo während des gesamten Jahres trächtige Weibchen gefangen werden konnten. Die maximale Tragrate lag dabei am Ende der Trockenzeit und dem Beginn der Regenzeit im August bis Oktober. Auch über Fressfeinde gibt es für diese Art keine Informationen. Die Tiere können Träger und Reservoir des Affenpocken-Virus sein.

## Systematik
Das Thomas-Rotschenkelhörnchen wird als eigenständige Art innerhalb der Gattung der Rotschenkelhörnchen (Funisciurus) eingeordnet, die aus zehn Arten besteht. Die wissenschaftliche Erstbeschreibung stammt von dem britischen Zoologen Oldfield Thomas aus dem Jahr 1890, der die Tiere anhand von Individuen aus Buguera südlich des Albertsees in Uganda als Sciurus pyrropus anerythrus und damit als Unterart des Feuerfußhörnchens (heute Funisciurus pyrropus) beschrieb. Nachdem es als eigene Art betrachtet wurde, gab es lange Verwirrung um die Zuordnung der verschiedenen Unterarten zum Thomas-Rotschenkelhörnchen und zum Feuerfußhörnchen und einige Unterarten wurden mehrfach hin- und hergeschoben.
Innerhalb der Art werden gemeinsam mit der Nominatform vier Unterarten unterschieden:
- Funisciurus anerythrus anerythrus: Nominatform, kommt im westlichen Uganda über Teile der Demokratischen Republik Kongo bis zum Mount Kabobo und westlich bis zur nördlichen Spitze von Angola vor. Das Rückenfell ist rötlich-braun, der Bauch ist gelb bis rot oder ockerfarben gefärbt.
- Funisciurus anerythrus bandarum: Die Unterart kommt in der Zentralafrikanischen Republik bis in den südlichen Tschad vor. Der braune Rücken ist mit beige-farbenen Haaren eingewaschen, der Unterbauch ist hellgrau bis beige.
- Funisciurus anerythrus mystax: Die Form lebt im südlichen Kamerun und in Gabun. Die Rückenfarbe ist rötlich-braun, der Bauch orange.
- Funisciurus anerythrus raptorum: Die Unterart lebt in Westafrika in Benin und Nigeria. Sie hat eine grauere Rückenfärbung und einen weißlichen Bauch.[2] Es ist möglich, dass es sich hierbei um eine eigenständige Art handelt.[4]

## Status, Bedrohung und Schutz
Das Thomas-Rotschenkelhörnchen wird von der International Union for Conservation of Nature and Natural Resources (IUCN) als nicht gefährdet („least concern“) gelistet. Begründet wird dies durch das vergleichsweise große Verbreitungsgebiet und die angenommen großen Bestände der Tiere in ihrem Lebensraum mit Vorkommen in mehreren Schutzgebieten sowie ihre hohe Anpassungsfähigkeit an Lebensraumveränderungen. Bestandsgefährdende Risiken für die Art sind nicht bekannt.

## Belege
1. 1 2 3 4 5 6 7 8 9 10 11 12 13 14 15 16 17  Louise H. Emmons: Funisciurus anerythrus, Thomas's Rope Squirrel. In: Jonathan Kingdon, David Happold, Michael Hoffmann, Thomas Butynski, Meredith Happold und Jan Kalina (Hrsg.): Mammals of Africa Volume III. Rodents, Hares and Rabbits. Bloomsbury, London 2013, S. 49–50; ISBN 978-1-4081-2253-2.
2. 1 2 3 4  Richard W. Thorington Jr., John L. Koprowski, Michael A. Steele: Squirrels of the World. Johns Hopkins University Press, Baltimore MD 2012; S. 212–213. ISBN 978-1-4214-0469-1
3. ↑  Peter Grubb: Genus Funisciurus, Rope Squirrels. In: Jonathan Kingdon, David Happold, Michael Hoffmann, Thomas Butynski, Meredith Happold und Jan Kalina (Hrsg.): Mammals of Africa Volume III. Rodents, Hares and Rabbits. Bloomsbury, London 2013, S. 46–48; ISBN 978-1-4081-2253-2.
4. 1 2 3  Funisciurus anerythrus in der Roten Liste gefährdeter Arten der IUCN 2016-2. Eingestellt von: P. Grubb, M.R.M. Ekué, 2008. Abgerufen am 12. September 2016.
5. ↑  Funisciurus anerythrus. In: Don E. Wilson, DeeAnn M. Reeder (Hrsg.): Mammal Species of the World. A taxonomic and geographic Reference. 2 Bände. 3. Auflage. Johns Hopkins University Press, Baltimore MD 2005, ISBN 0-8018-8221-4.